# 6128 Ласорда
6128 Ласорда (6128 Lasorda) — астероїд головного поясу, відкритий 3 червня 1989 року.
Тіссеранів параметр щодо Юпітера — 3,364.